# Forum van Augustus
Het Forum van Augustus (Latijn: Forum Augusti) is het tweede forum van de vier keizerlijke fora in Rome.
Tijdens de Slag bij Philippi (in Griekenland) in 42 v.Chr. streed de toekomstige keizer Augustus samen met Marcus Antonius tegen de moordenaars van Julius Caesar om zijn moord te wreken. Nadat ze uiteindelijk overwonnen hadden en de moordenaars zelfmoord hadden gepleegd, liet Augustus een tempel ter ere van deze overwinning bouwen. Hoewel de bouw van de tempel in 42 v.Chr. begonnen was (dus na de slag in Philippi), werd het pas in 2 v.Chr. opgeleverd. 

## Het forum
Het forum lag ongeveer haaks op het Forum van Julius Caesar en lag ten noorden van het Forum Romanum. Aan de oostelijke zijde werd het begrensd door het Argiletum, een belangrijke doorgaande straat van het Forum Romanum naar de Subura. Op het deel van het Argiletum naast het Forum van Augustus werd aan het einde van de 1e eeuw het Forum van Nerva gebouwd, aan de andere zijde daarvan lag de Vredestempel. Aan de westelijk zijde van het Forum van Augustus werd in de tweede eeuw n. Chr. het Forum van Trajanus gebouwd.  
Het binnenplein van het forum en de Tempel van Mars Ultor werden aan de achterzijde begrensd door een hoge muur, die het forum van de Subura moesten scheiden om eventuele brandverspreiding van de wijk naar het forum te voorkomen. De tempel van Mars bevond zich voor deze achtermuur. In deze tempel stonden standbeelden van de goden Venus en Mars, de goden van de stad Rome. Venus zou de moeder van de held Aeneas zijn (zie volgende alinea) en Mars de vader van Romulus en Remus (zie tevens de volgende alinea). Tevens stond er in de tempel een beeld van Julius Caesar, die na zijn dood in 44 v. Chr. vergoddelijkt was (Divus Julius Caesar). 
Beide kanten van het forum waren voorzien van een zuilengalerij met een exedra (een halfronde uitbouw). Hierin stonden beelden opgesteld van beroemde mannen uit het (verre) verleden, waaronder Aeneas, de held die het brandende Troje verliet om uiteindelijk de eerste kiem voor het stichten van de stad Rome te leggen. Tevens was hij de voorvader van keizer Augustus, althans, daar beriep de keizer zich op. Een ander beeld was van een andere beroemde man, Romulus, de bekende stichter van de stad Rome.
Op het midden van het plein, vlak voor de tempel van Mars, stond een beeld van Augustus op een vierspan.